# Seba ekepuu
Seba ekepuu is een vlokreeftensoort uit de familie van de Sebidae. De wetenschappelijke naam van de soort is voor het eerst geldig gepubliceerd in 1970 door J.L. Barnard.